# Hildegard Feidel-Mertz
Hildegard Feidel-Mertz (geboren 19. Mai 1930 in Frankfurt am Main; gestorben 23. Oktober 2013) war eine deutsche Erziehungswissenschaftlerin.

## Leben
Hildegard Mertz wurde in einem Arbeiterhaushalt geboren. Sie studierte an der Universität Frankfurt am Main und promovierte 1963 bei Theodor W. Adorno und Martin Rang.
Von 1967 bis 1972 war sie am Institut für Sozialpädagogik und Erwachsenenbildung der Universität Frankfurt beschäftigt, danach wurde sie Professorin für Jugend- und Erwachsenenbildung im Fachbereich Sozialwesen der Gesamthochschule Kassel. Ihre Arbeitsschwerpunkte waren Geschichte der Erwachsenenbildung, Geschichte der Arbeiterbildung, Frauenbildung sowie das Exil der Pädagogen nach 1933, insbesondere das jüdische Exil. Auch die Erforschung der zwischen 1933 und 1938 in Deutschland bestehenden jüdischen Landerziehungsheime wurde von ihr maßgeblich beeinflusst.
Feidel-Mertz baute zusammen mit Hermann Schnorbach die „Sammlung Pädagogisch-Politische Emigration 1933–1945 (PPE)“ auf, die sich heute im Deutschen Exilarchiv der Deutschen Nationalbibliothek in Frankfurt befindet. Sie war Herausgeberin mehrerer Schriften zur Geschichte des pädagogischen Exils.
1977 erwarb Feidel-Mertz für ihre Mutter, eine gebürtige Frankenauerin, das Geburtshaus Richard Huelsenbecks in Frankenau und richtete dort auch eine kleine Ausstellung zur DADA-Bewegung ein.

## Schriften (Auswahl)
- Zur Ideologie der Arbeiterbildung, Frankfurt am Main 1964 zweite Auflage 1967.
- mit Inge Hansen-Schaberg (Hrsg.): Hilde Jarecki: Spielgruppen – Ein praxisbezogener Zugang. Klinkhardt Verlag, Bad Heilbrunn, Reihe Reformpädagogik im Exil, Neue Folge, Band 12, ISBN 978-3-7815-1977-0.
- (Hrsg.): Otto Friedrich: Der Zaun ums Wissen. Eine Geschichte des Bildungsmonopols. Peter Lang Verlag, Frankfurt am Main u. a. 2003, ISBN 3-631-38516-1.
- Partnerschaften von Frauen als Überlebensstrategien im Exil. In: Inge Hansen-Schaberg (Hrsg.): „etwas erzählen“. Die lebensgeschichtliche Dimension in der Pädagogik. Bruno Schonig zum 60. Geburtstag, Schneider Verlag, Hohengehren, 1997, ISBN 3-87116-898-X, S. 107–112.
- Hildegard Feidel-Mertz, Andreas Paetz: Ein verlorenes Paradies: das Jüdische Kinder- und Landschulheim Caputh (1931–1938). dipa Verlag, Frankfurt am Main, 1994, ISBN 3-7638-0184-7. (3. Auflage. Klinkhardt Verlag, Bad Heilbrunn 2009, ISBN 978-3-7815-16489 (books.google.de).)
- Carl Mennicke Schriften. Neu hrsg. von Hildegard Feidel-Mertz. 5 Bände. Weinheim 1995 ff.
- Schulen im Exil. Die verdrängte Pädsgogik. 1933–1945
- Schwierige Rückkehr aus dem Exil. In: Eierdanz Kremer (Hrsg.): weder erwartet noch gewollt. Kritische Erziehungswissenschaft im Kalten Krieg. SchneiderVerlag, Hohengehren 2000, S. 47–68.
- (Hrsg.): Der junge Huelsenbeck – Entwicklungsjahre eines Dadaisten. Anabas Verlag, Gießen 1992, ISBN 3-87038-168-X.
- mit Jürgen P. Krause: Der andere Hermann Lietz. Theo Zollmann und das Landwaisenheim Veckenstedt. dipa Verlag, Frankfurt am Main 1990, ISBN 3-7638-0519-2.
- (Hrsg.): Schulen im Exil. Die Verdrängte Pädagogik 1933 bis 1945 Rororo
- Reinbek 1983, ISBN 3-499-17789-7.
- Erziehung zum Überleben Pädagogik im Exil nach 1933. Frankfurt am Main 1990, ISBN 3-7638-0520-6.
- mit Hermann Schnorbach: Lehrer in der Emigration. Der Verband deutscher Lehreremigranten (1933-39) im Traditionszusammenhang der demokratischen Lehrerbewegung. Beltz Verlag, Weinheim und Basel, 1981, ISBN 3-407-54114-7. Dazu:
  - Verband Deutscher Lehreremigranten: Informationsblätter und Programme, 1934–1939. Herausgegeben von Hildegard Feidel-Mertz und Hermann Schnorbach, Beltz Verlag, Weinheim und Basel, 1981, ISBN 3-407-59006-7.
- Erwachsenenbildung seit 1945. Ausgangsbedingungen, Entwicklungstendenzen, Ergebnisse. Kiepenheuer und Witsch, Köln 1975, ISBN 3-462-01103-0.
- Ideologie der Arbeiterbildung. Europäische Verlags-Anstalt, Frankfurt am Main 1964.zweite Auflage 1967